# Choice Language
Choice Language è il nono album in studio del gruppo folk rock scozzese Capercaillie, pubblicato nel 2003.

## Tracce
1. Mile Marbhaisg (A Thousand Curses) - 4:34
2. Mooney's - 3:53
3. The Boy Who - 4:31
4. A State of Yearning - 4:41
5. Little Do They Know - 5:28
6. The Old Crone (Port Na Caillich) - 3:45
7. Sound of Sleat - 4:29
8. Who Will Raise Their Voice - 4:48
9. Nuair a Chi Thu Caileag Bhoidheach - 4:58
10. At Dawn of Day - 5:11
11. Sort of Slides - 5:14
12. I Will Set My Ship in Order - 6:04